# Волга

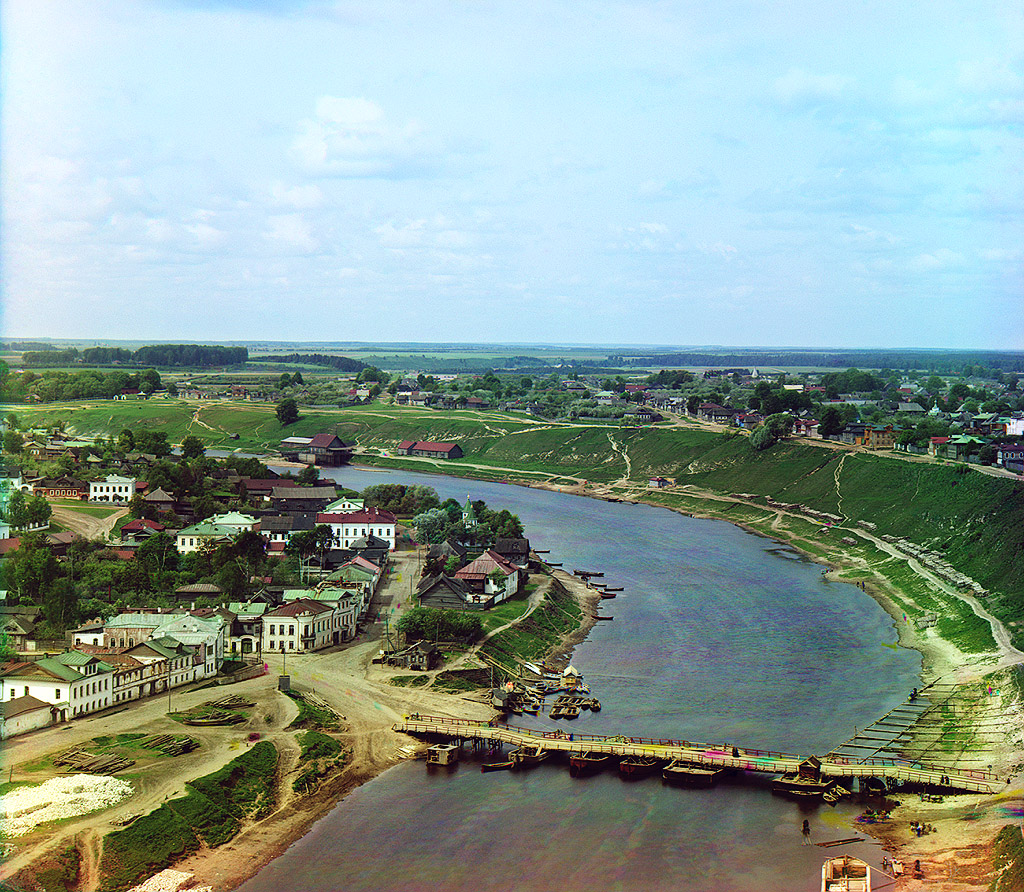
місто Ржев на Волзі (фото 1910)

Во́лга (марій. Юл, тат. Идел, чув. Атӑл, اتأل, ерз. Рав, староцерк.-слов. Вльга, каз. Edil) — річка в Росії, з довжиною 3 530 км — найбільша річка в Росії До спорудження водосховищ довжина становила 3 690 км.

## Назва

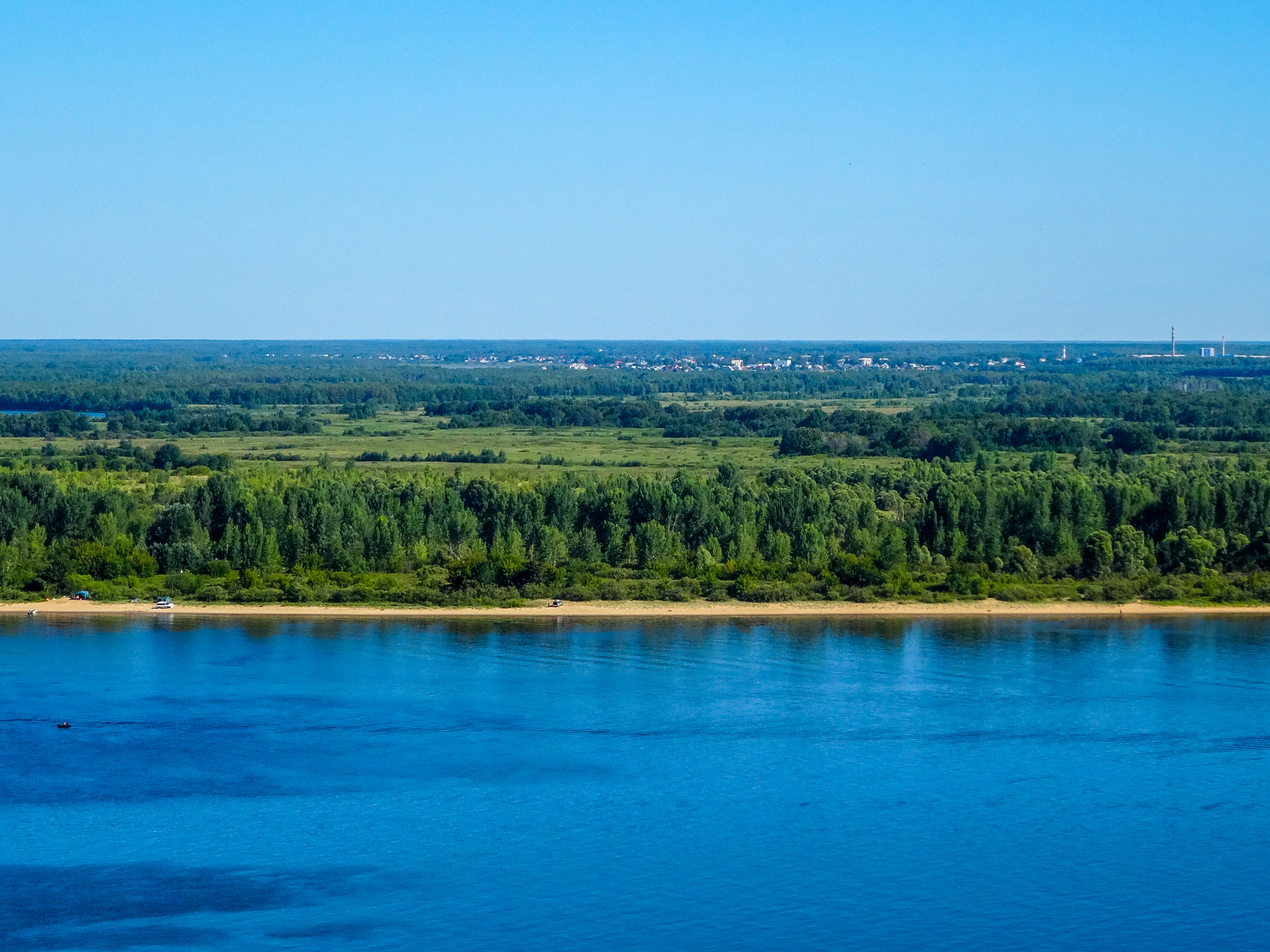
Вид на Волгу з оглядового пункту біля пам'ятника Валерію Чкалову в Нижньому Новгороді. Липень 2014

Первісно назва Волга вживалася тільки щодо верхньої течії річки. У середній і нижній течії (нижче гирла Оки) вона була відома під тюркською назвою Ітіль, або Атіль; нині ця назва зберігається в тюркських мовах: тат. Идел, Итил, Әтил, чув. Атӑл, тур. İdil, İtil. У марійській мові річка називається Юл, використовуючи той самий корінь.
У давніші часи, скіфи називали цю річку Ра (лат. Rha), що може, також, бути пов'язаним з давніми санскритським словом Rasah, що означає «священна річка». Ця назва збереглася сьогодні в ерзянській мові, де річка називається Рав (ерз. Рав). Під скіфо-сарматською назвою Ра ця річка була відома і античним авторам перших століть н. е. Клавдію Птолемею та Амміану Марцелліну.
Походження гідроніма «Волга» не з'ясоване. Висуваються три гіпотези: фінська, балтійська, слов'янська.
Фінська гіпотеза пов'язує назву Волга з давнім населенням верхнього Поволжя, що говорило якоюсь мовою фіно-угорської групи. Наприклад, фін. valka означає «білий, ясний». На користь цієї версії говорить те, що на просторі від нижньої Оки до Карелії трапляються назви з основою волг-: річка Волгома, озеро Волгань, річка Вольга, Волгозеро, річка Волга-Йокі.
Балтійська версія припускає походження гідроніма від слова valkà, який у балтійських мовах означає «невеликий потік», «струмок, що тече через болото», «невелика річка, заросла травою», «джерело».
Слов'янська версія пов'язує назву з прасл. Vьlga — «волога» (пор. також рос. волглый — «вогкий»). На підтримку цієї версії можна віднести те, що існують річки Влга в Чехії та Вільга в Польщі.

## Географія
Волга бере початок на Валдайській височині (на висоті 228 м). Гирло лежить на 28 м нижче від рівня океану, загальний перепад становить 256 м. Волга — найбільша у світі річка внутрішнього стоку, тобто річка, що не впадає в Світовий океан.
Волга приймає близько 200 приток. Ліві притоки численніші і багатоводніші за праві. Після Камишина значних приток немає. Загалом річкова система басейну Волги включає 151 тис. водотоків (річки, струмки і тимчасові водотоки) загальною протяжністю 574 тис. км. Басейн Волги займає близько 1/3 Європейської території Росії і тягнеться від Валдайської і Середньоруської височини на заході до Уралу на сході. На широті Саратова басейн різко звужується і від Камишина до Каспійського моря Волга тече, не маючи приток. Основна частина водозбору Волги, від витоків до міст Нижнього Новгорода і Казані, розташована в лісовій зоні, середня частина басейну до міст Самари і Саратова — у лісостеповій зоні, нижня частина — у степовій зоні до Волгограда, а південніше — у напівпустельній зоні. Волгу прийнято ділити на 3 частини: верхня Волга — від витоку до гирла Оки, середня Волга — від впадіння Оки до гирла Ками і нижня Волга — від впадіння Ками до гирла.

### Витік

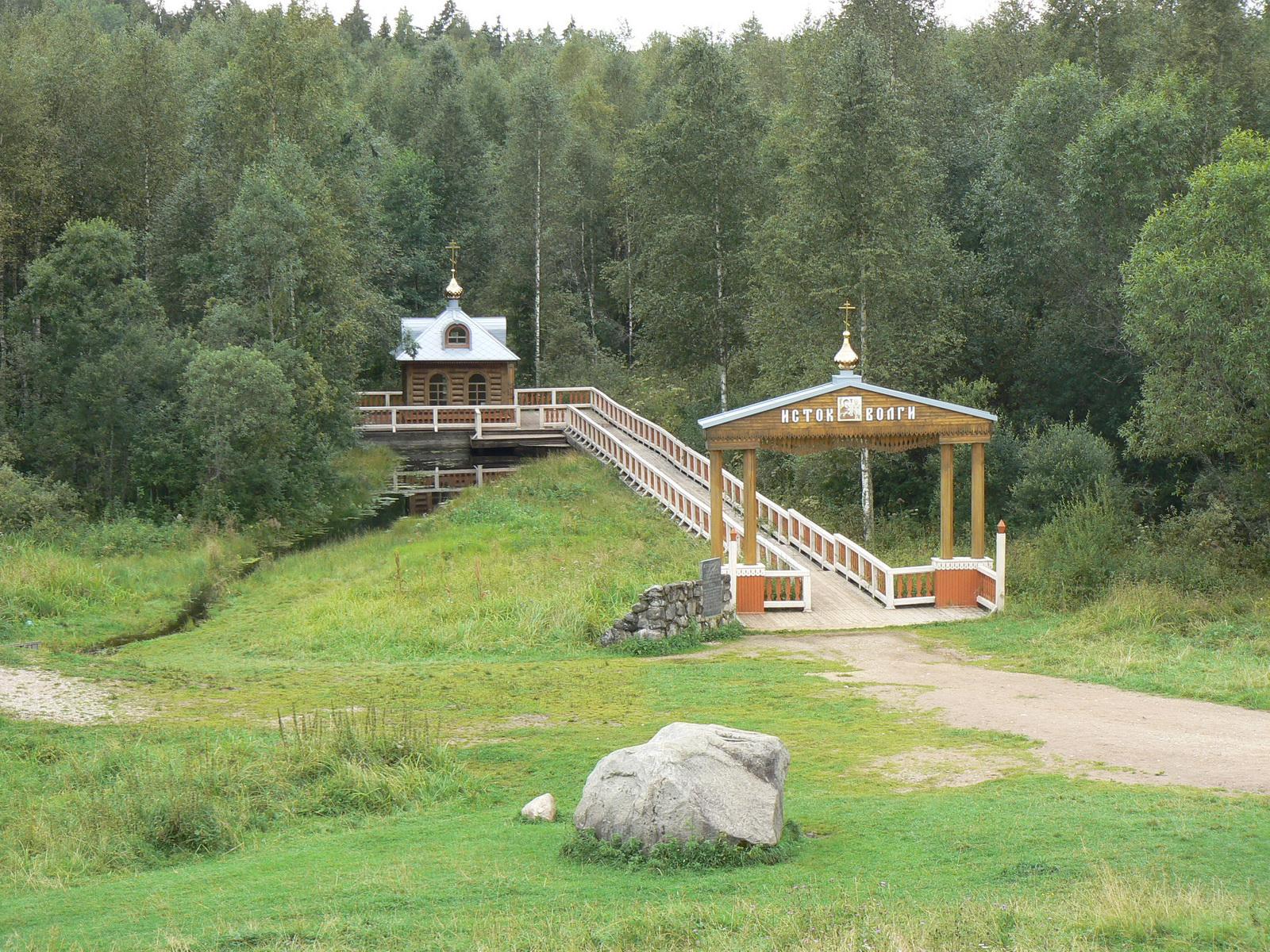
Витік Волги

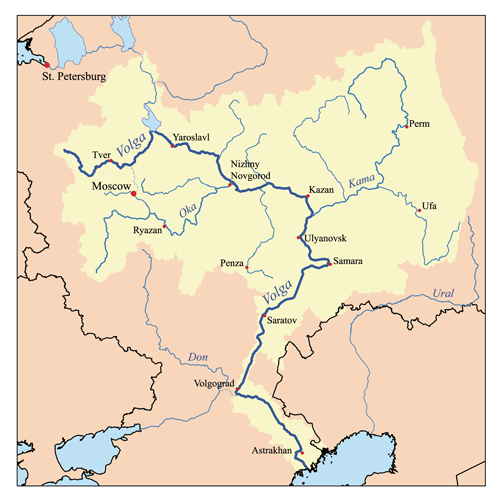
Мапа водозбірного басейну Волги

Витік Волги розташований біля південно-західної околиці села Волга-Верхов'є в Осташківському районі Тверської області. Там знаходяться декілька джерел, з'єднаних між собою в невелику водойму, одне з яких і вважається витоком Волги. Навколо джерела побудована каплиця, до якої веде місток. З водойми Волга витікає звичайним струмочком шириною 50-100 см і глибиною до 30 см. Вода в потічку має червоно-чорний відтінок, в посушливе літо цей струмок в межах села Волга-Верхов'є часто пересихає.
В районі витоку річки створений заказник, куди увійшли заповідні ліси загальною площею понад 4 100 га.

### Верхня Волга
У верхній течії, в межах Валдайської височини Волга проходить через невеликі озера — Верхіт, Стерж, Вселуг, Пено і Волго, які разом називають Верхньоволзькими озерами. Біля витоку з озера Волго ще в 1843 була споруджена дамба (Верхньоволзький бейшлот) для регулювання стоку води і підтримки судноплавних глибин в межень. Внаслідок побудови цієї дамби утворилося Верхньоволзьке водосховище, в зону підпору якого увійшли всі Верхньоволзькі озера.
Покинувши височини, річка минає Ржев і далі прямує на північний схід. Тут вона вже придатна для судноплавства на невеликих вантажних суднах. Після Твері вона протікає через Іваньковське водосховище (так зване Московське море), створено ГЕС біля міста Дубна. У районі Іваньковського водосховища від Волги відходить канал імені Москви, що з'єднує її з Москва-рікою.
Далі Волга протікає через Углицьке водосховище (ГЕС біля Углича), Рибінське водосховище (ГЕС біля Рибінська). Тут у Волгу впадають притоки Молога та Шексна з якої починається Волго-Балтійський водний шлях. У районі Рибінськ — Ярославль і нижче Костроми річка тече у вузькій долині серед високих берегів, перетинаючи Углицько-Даниловську і Галицько-Чухломську височину. Далі Волга тече вздовж Унженської і Балахнинської низовин. Біля Городця (вище за Нижній Новгород) Волга, перегороджена дамбою Нижньогородської ГЕС, утворює Горьковське водосховище. Найбільші притоки верхньої Волги — Селіжаровка, Тверця , Молога, Шексна і Унжа.

### Середня Волга
Початком середньої Волги прийнято вважати місце впадіння в річку її найбільшої притоки — Оки. Вона впадає у Волгу поблизу Нижнього Новгорода.
Нижче за впадіння Оки Волга стає ще більш повноводною. Вона тече вздовж північного краю Приволзької височини. Правий беріг річки високий, лівий — низовинний. На території республіки Марій Ел розташоване Чебоксарське водосховище, утворене греблею Чебоксарської ГЕС. Щоб звільнити для нього місце, у 80-х роках, коли будували ГЕС, довелося переселити десятки тисяч марійців. Нижче цієї греблі розташовані міста Чебоксари та Новочебоксарськ. Казань, столиця Татарстану, розташована на березі річки за 150 км далі на схід, де річка повертає на південь. Місто стоїть на початку Куйбишевського водосховища, утвореного внаслідок будівництва Жигулівської ГЕС, з площею 6 450 км² це — найбільша водойма Європи. Найбільшими притоками Волги в її середній течії є Ока, Сура, Ветлуга і Свіяга.

### Нижня Волга
У нижній течії, після впадання Ками, Волга стає могутньою річкою. Вона тече вздовж Приволзької височини. Біля Тольятті, вище Самарської Луки, яку утворює Волга, огинаючи Жигулівські гори, споруджена гребля Волзької ГЕС ім. В. І. Леніна; вище греблі тягнеться Куйбишевське водосховище. На Волзі в районі міста Балаково споруджена гребля Саратовської ГЕС. Нижня Волга приймає порівняно невеликі притоки — Сок, Самару, Великий Іргиз, Єруслан. За 21 км вище Волгограда від Волги відокремлюється ліве гирло — Ахтуба (довжина 537 км), яка тече паралельно основному річищу. Великий простір між Волгою і Ахтубою, пересічений численними протоками і староріччями, називається Волго-Ахтубінською заплавою; ширина розливів в межах цієї заплави сягала раніше 20—30 км. На Волзі між початком Ахтуби і Волгоградом побудована Волзька ГЕС, вище дамби якої розташовується Волгоградське водосховище.

#### Історичне русло Ітілю перед дельтою
До середини 10 сторіччя після сучасного Волгограда одне з гирл (Сарпинські озера, Сарпинсько-Даванська улоговина) річки Ітіль текло на південь до Передкавказзя, де у північній частині сучасного Дагестану впадала у Каспійське море. Русло змінило свій напрям внаслідок природної катастрофи середини 10 сторіччя. Колишнє русло тепер насичене чисельними озерами, смуга яких перетинає Калмикію з півночі на південь. Над колишнім ріслом Ітілю була розташована рання столиця Хозарського каганату — Семендер.

### Дельта Волги
Основна стаття: Дельта Волги.
Дельта Волги починається в місці відділення від її русла Ахтуби (в районі Волгограду) і є однією з найбільших в Росії. У дельті налічується до 500 рукавів, проток і дрібних річок. Головні рукави — Бахтемір, Камизяк, Стара Волга, Болда, Бузан, Ахтуба (з них судноплавним є Бахтемір, що утворює Волго-Каспійський канал).
Волзький рукав Кігач перетинає територію Курмангазинського району Атирауської області Казахстану. З нього бере початок стратегічний водовід «Волга — Мангишлак», що постачає воду районам Мангістауської області Казахстану.
В силу зниження рівня Каспійського моря площа дельти за останні 130 років зросла в дев'ять разів.
Для захисту флори та фауни, у 1910 році у дельті річки створено Астраханський заповідник.

## Гідрологічний режим
Основне живлення Волги здійснюється сніговими (60 % річного стоку), ґрунтовими (30 %) і дощовими (10 %) водами. Гідрологічний режим характеризується весняною повінню (квітень — червень), малою водністю в період літнього і зимового меженю і осінніми дощовими паводками (жовтень). Половина всієї води, що потрапляє в річку за рік, припадає на шість тижнів з кінця квітня до початку червня, що пов'язане з таненням снігів у басейні річки. Річні коливання рівня Волги до зарегулювання річки водосховищами сягали біля Твері 11 м, нижче Камського гирла — 15—17 м і біля Астрахані — 3 м. Із спорудження водосховищ стік Волги став зарегульованим, коливання рівня різко зменшились.
Середньорічна витрата води біля Верхньоволзького бейшлота становить 29 м³/сек, біля Твері — 182 м³/сек, біля Ярославля — 1 110 м³/сек, біля Нижнього Новгорода — 2 970 м³/сек, біля Самари — 7 720 м³/сек, біля Волгограда — 8 060 м³/сек. Нижче Волгограда річка втрачає близько 2 % води через випаровування. Максимальні витрати води в період повені у минулому нижче впадання Ками сягали 67 000 м³/сек, а у Волгограді в результаті розливу по заплаві — не перевищували 52 000 м³/сек.
У зв'язку з регулюванням стоку максимальні витрати під час повеней різко знизилися, а літні і зимові меженні витрати сильно підвищилися. Водний баланс басейну Волги біля Волгограда в середньому за багаторічний період становить: опади — 662 мм, або 900 км³ на рік, річковий стік — 187 мм, або 254 км³ на рік, випаровування — 475 мм, або 646 км³ на рік.
До створення водосховищ протягом року Волга виносила до гирла близько 25 млн т наносів і 40—50 млн т розчинених мінеральних речовин.
За хімічним складом вода річки — гідрокарбонатно-кальцієва, коливання мінералізації води становлять 150—350 мг/м3 протягом року. Якість води від витоку до гирла погіршується.
Температура води Волги в середині літа (липень) сягає 20—25°С. Звільнюється від криги Волга в Астрахані в середині березня, в 1-ій половині квітня лід розтає на верхній Волзі нижче Камишина, на решті протяжності — в середині квітня. Замерзає у верхній і середній течії в кінці листопада, в нижній — на початку грудня; вільною від льоду залишається близько 200 днів, а поблизу Астрахані — близько 260 днів. Із створенням водосховищ тепловий режим Волги змінився: на верхніх б'єфах тривалість льодових явищ збільшилася, а на нижніх стала коротшою.

## Екологія
Значне техногенне навантаження призвело до засмічування ріки та забруднення води, а будівництво гідротехнічних споруд — до майже повного зникнення первинних ділянок берегів, розташованих, як правило, за греблями водосховищ. Як наслідок — зникає природна біомаса і з'являються чужорідні організми.
Окремі екологи стверджують, що через органічне забруднення Волга стрімко перетворюється на болото.

## Прибережні етнічні групи
Першими людьми на Верхній Волзі були марійці та їхня західна етнічна група під назвою меря (Мäрӹ), які прийшли в цю область близько I-III століття. З VIII-IX століть з Київської Русі (вихідці із сучасних України та Білорусі) почалося слов'янське завоювання і колонізація. Слов'яни принесли християнство, яке прийняла частина місцевих жителів, асимілювалася і поступово стала вважати себе східними слов'янами. Решта марійського народу мігрувала на схід в глиб країни. Протягом декількох століть вони асимілювали корінне фінське населення, яке включало народи меря та мещера. Вцілілі народи етнічних Волзьких фінів включають марійців і мордву на Середній Волзі.
Поряд з гунами, у VII столітті в регіон приходять ранні тюркські племена і асимілюють деякі групи фінського і індоєвропейського населення на середній і нижній Волзі. Християни чуваші та мусульмани татари є нащадками населення середньовічної Волзької Булгарії. Інша тюркська група, ногаї, раніше населяла степи Нижнього Поволжя.
Поволжя є домом для німецької меншини — Поволзьких німців. Катерина II видала в 1763 маніфест із запрошенням всіх іноземців приїхати і залюднити регіон, пропонуючи їм численні стимули для цього. Почасти це було зроблено для розвитку регіону, але також для створення буферної зони між росіянами і монгольськими ордами на сході. В найбільшій кількості сюди переселилися німці. За Радянського Союзу ця частина регіону була перетворена на Автономну Радянську Соціалістичну Республіку Німців Поволжя. Після Другої світової війни, Сталін скасував цю республіку: жителів республіки було частково депортовано в інші регіони, як покарання за співпрацю з німецькими окупантами.

## Волга - притока Ками
З гідрологічної точки зору, саме Кама впадає у Каспійське море, а Волга є її притокою.
Використовується кілька наукових правил виділення головної річки та її приток. Враховують зазвичай такі ознаки річок у місці їхнього злиття:
- водність річок;
- площа басейну;
- особливості будови річкової системи — кількість і сумарну довжину всіх приток, протяжність головної річки до витоку, кут впадання;
- висотне положення витоку і долини, середню висоту водозбору;
- геологічний вік долини;
- ширину, глибину, швидкість течії, навіть колір і інші показники.

За водністю Волга менша за Каму (їхні середньорічні витрати — 3000 м³/с та 3800 м³/с відповідно). За площею водозбору до місця злиття річок дещо більшою є Волга (260,9 тис. км² проти 251,7 тис. км²). Однак на цій території Волга об'єднує меншу кількість річок і поступається Камському басейну (66,5 тис. річок проти 73,7 тис.). Середня і абсолютна висоти Волзького басейну менші Камського, оскільки в басейні Ками знаходяться Уральські гори. А от давня долина Ками старша за долину Волги. У першу половину четвертинного періоду, до епохи максимального заледеніння, Волги в сучасному вигляді не було. Існувала Кама, яка, об'єднуючись із Вішерою, безпосередньо впадала в Каспійське море. Стік сучасних верхів'їв Ками йшов на північ, у Вичегду. Заледеніння призвело до переформовування гідрографічної мережі: Верхня Волга, що віддавала раніше воду Дону, стала впадати в Каму, причому майже під прямим кутом. Нижня Волга і сьогодні служить ніби природним продовженням Камської, а не Волзької долини.
Цю точку зору підтримує арабська географічна традиція середніх віків, яка пов'язувала витік Ітилю саме з Камою. Вибір головної річки у випадках, не цілком визначених з гідрологічної точки зору, визначається уявленнями і назвами, що склалися історично. Нині річка Кама вважається притокою річки Волги, точніше — притокою Куйбишевського водосховища на річці Волзі.
Цікаво, що гідрологічно спірною є також назва ділянки Волги між Нижнім Новгородом і впаданням Ками. Ця ділянка за правилами гідрології мала б називатися Окою[джерело?]. Однак це питання практично не дебатується.

## Центральна водна артерія Росії
Територіально до складу басейну Волги входять Астраханська, Волгоградська, Саратовська, Самарська, Ульяновська, Нижньогородська, Ярославська, Івановська, Костромська, Московська, Смоленська, Тверська, Владимирська, Калузька, Орловська, Рязанська, Вологодська, Кіровська, Пензенська, Тамбовська області, Пермський край, Удмуртія, Марій Ел, Мордовія, Чувашія, Татарстан, Башкортостан, Калмикія, Комі, Москва тощо.
Волга сполучена з Балтійським морем Волго-Балтійським по воді, Вишневолоцкою і Тихвінською системами; з Білим морем — через Северодвінську систему і через Біломорсько-Балтійський канал; з Азовським і Чорним морями — через Волго-Донський канал.
У басейні верхньої Волги розташовані великі лісові масиви, в середньому і частково в Нижньому Поволжі великі площі зайняті посівами зернових і технічних культур. Розвинені баштанництво і садівництво. У Волго-Уральському районі — багаті родовища нафти і газу. Поблизу Солікамська — значні поклади калійних солей. У Нижньому Поволжі (озеро Баскунчак, Ельтон) — куховарська сіль.
У Волзі мешкає близько 70 видів риб, з них 40 промислових (найважливіші: вобла, оселедець, лящ, судак, короп, сом, щука, осетер, стерлядь).
Судноплавство на Волзі
В 20-21столітті[коли?] (згідно з переліком внутрішніх водних шляхів, затверджених Урядом Росії в 2002 році) Волга вважається судноплавною від Ржева; до внутрішніх водних шляхів Росії відносять ділянку від Ржева до пристані Колгоспник (589 км), від пристані Колгоспник до пристані Бертюль в селищі Червоні Барикади (2604 км), а також 40-кілометрову ділянку в дельті.